# Avenue Paul-Séjourné
L'avenue Paul-Séjourné (en occitan : avenguda Paul Séjourné) est une voie publique de Toulouse, chef-lieu de la région Occitanie, dans le Midi de la France. Elle traverse le quartier des Amidonniers et le quartier Compans, tous deux dans le secteur 1 - Centre.

## Situation et accès

### Voies rencontrées
L'avenue Paul-Séjourné rencontre les voies suivantes, dans l'ordre des numéros croissants (« g » indique que la rue se situe à gauche, « d » à droite) :
1. Pont des Catalans
2. Avenue de l'Ancien-Vélodrome
3. Rue des Amidonniers
4. Allée de Brienne
5. Allée de Barcelone
6. Square de l'Héraclès (g)
7. Rue du Béarnais (d)
8. Boulevard Lascrosses

### Transports
L'avenue Paul-Séjourné est parcourue et desservie par les lignes de bus 1445 et, entre l'allée de Barcelone et la rue des Amidonniers, par la navette Ville. Au carrefour des allées de Brienne et de Barcelone se trouvent également les arrêts du Linéo L1 et du bus 63.
Plusieurs stations de vélos en libre-service VélôToulouse se trouvent sur l'avenue Paul-Séjourné ou dans les rues voisines : les stations no 82 (1 avenue Paul-Séjourné), no 83 (2 avenue Paul-Séjourné) et no 86 (23 rue du Béarnais).

## Odonymie

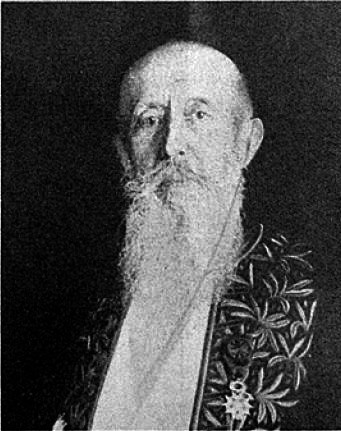
Paul Séjourné en habit d'académicien.

Le nom de l'avenue rend hommage à Paul Séjourné (1851-1939), ingénieur français. Diplômé de l'École polytechnique en 1873 et de l'École nationale des ponts et chaussées en 1876, il est nommé ingénieur des ponts et chaussées à Toulouse en 1890. En 1896, il entre à la Compagnie des chemins de fer de Paris à Lyon et à la Méditerranée (PLM), où il reste jusqu'en 1927. Par ailleurs, il se fait remarquer pour la construction de plusieurs ponts, où il promeut des solutions innovantes, tels le pont Adolphe entre 1900 et 1903 à Luxembourg, et le pont des Catalans entre 1905 et 1908 à Toulouse.
L'avenue s'était appelée, depuis son ouverture en 1913, avenue du Pont-des-Catalans, puisqu'elle y débouchait. Ce n'est qu'en 1939 qu'elle prit le nom du concepteur de ce même pont, l'année de sa mort, sur proposition de la municipalité d'Antoine Ellen-Prévot.

## Histoire
La plupart des constructions sont élevées dans le premier quart du XXe siècle, donnant à l'avenue son visage actuel. Ce sont généralement des maisons bourgeoises ou de petits immeubles (actuels no 3, 7, 9, 15 et 28). Parmi elles, plusieurs sont construits par l'architecte Marius Pujol, entre 1908 et 1920 (actuel no 6, 11, 14 et 16). Il avait d'ailleurs son domicile à proximité, dans la maison qu'il avait fait construire en 1908 sur l'allée de Brienne (actuel no 57). Dans les années 1930, avec la densification du quartier, plusieurs immeubles sont construits (actuels no 1 bis et 5 ; actuels no 18 et 20).
Au milieu du XXe siècle, l'avenue est déjà bordée de plusieurs boutiques, bénéficiant du passage du pont et des boulevards : on trouve la boucherie Moderne (actuel no 9), le bistrot du Béarnais (actuel no 28), la droguerie Au Bon Ménage (actuel no 9) ou encore le garage du Quercy (actuel no 9). Surtout, les municipalités socialistes de Raymond Badiou et de Louis Bazerque ont de vastes projets de modernisation de la ville, et encouragent la construction d'immeubles de grande hauteur le long des boulevards et des principales avenues de la ville (actuels no 1, 2 et 8-10). Les travaux se sont poursuivis à partir de 1985 et de l'aménagement de la ZAC du Ramier des Catalans, autour de l'avenue de l'Ancien-Vélodrome (actuel no 12).

## Patrimoine et lieux d'intérêt

### Immeubles et maisons
- no  11 : maison. 
La maison, élevée en 1911 sur les plans de Marius Pujol, est d'un style éclectique discrètement influencé par l'Art nouveau caractéristique des constructions toulousaines de l'architecte au début du XXe siècle. Elle s'élève sur quatre niveaux : un sous-sol semi-enterré, un rez-de-chaussée surélevé, un étage et un niveau de comble. Le sous-sol, traité en bossage continu, est éclairé par deux ouvertures fermées par des grilles aux motifs Art nouveau. Aux niveaux supérieurs, la façade joue de l'asymétrie des travées et de la polychromie de la brique, utilisée pour les murs, et de la pierre, utilisée pour les ouvertures. La porte, qui s'ouvre dans la travée de droite, est surmontée d'une imposte fermée par une grille et surmontée de reliefs de fleurs d'artichaut. L'agrafe, ornée de la même fleur, se poursuit jusqu'au 1er étage où elle sert de console au balconnet de la fenêtre, qui possède un garde-corps dont les motifs géométriques encadrent une feuille de marronnier. Le niveau de comble est couvert par un toit à longs pans couvert d'ardoises et percé de lucarnes[7].

- no  16 : maison. 
La maison, élevée en 1908 sur les plans de Marius Pujol, se trouve à l'angle de l'allée de Brienne. Elle présente des façades néo-classiques, bâtis en brique claire. Les niveaux sont marqués par des corniches moulurées. Sur l'avenue Paul-Séjourné, les travées sont percées au rez-de-chaussée de grandes ouvertures de boutique et d'une porte latérale, et à l'étage de fenêtres. La porte est surmontée d'un balcon, soutenu par de petites consoles, qui possède un garde-corps aux motifs géométriques. Les fenêtres sont surmontées de fines corniches et reliées par des cordons qui passent au niveau des appuis et des corniches. La travée du pan coupé, à l'angle de l'allée de Brienne, est encadrée de dosserets à bossage. Le niveau de comble est couvert d'un toit en ardoise percé de lucarnes[8].

### Square de l'Héraclès
Le square se trouve au carrefour du boulevard Lascrosses, qui le longe au nord, de l'allée de Barcelone, qui le longe à l'ouest, et de l'avenue Paul-Séjourné, qui le longe à l'est.
Le square est orné du monument au Sport, érigé en 1925 à l'initiative du comité des Pyrénées de la Fédération française de rugby, dirigé par Paul Voivenel, en mémoire des sportifs morts durant la Première Guerre mondiale, et particulièrement au rugbyman Alfred Mayssonnié. Il est d'ailleurs inauguré le 26 avril 1925, une semaine avant la finale entre Carcassonne et Perpignan. Le monument est l'œuvre du sculpteur montalbanais Antoine Bourdelle. Il se compose d'un exemplaire en bronze de l'Héraklès archer créé en 1908. Il repose sur un piédestal en béton orné de deux bas-reliefs, représentant Héraklès combattant le lion de Némée et l'hydre de Lerne. L'ensemble prend place au cœur d'un tempietto en béton, dont les huit colonnes soutiennent le toit percé.

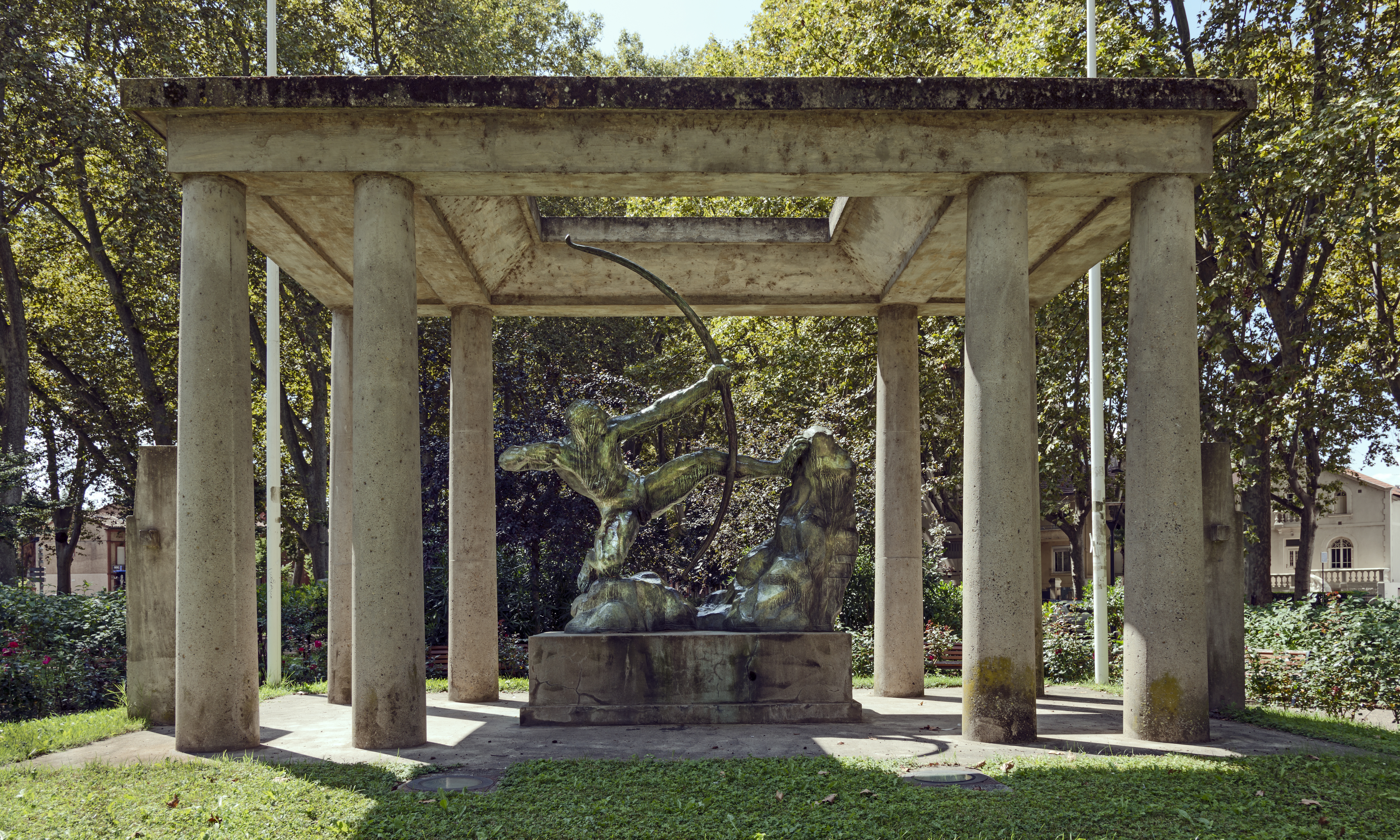
Le monument au Sport, par Antoine Bourdelle (1925).
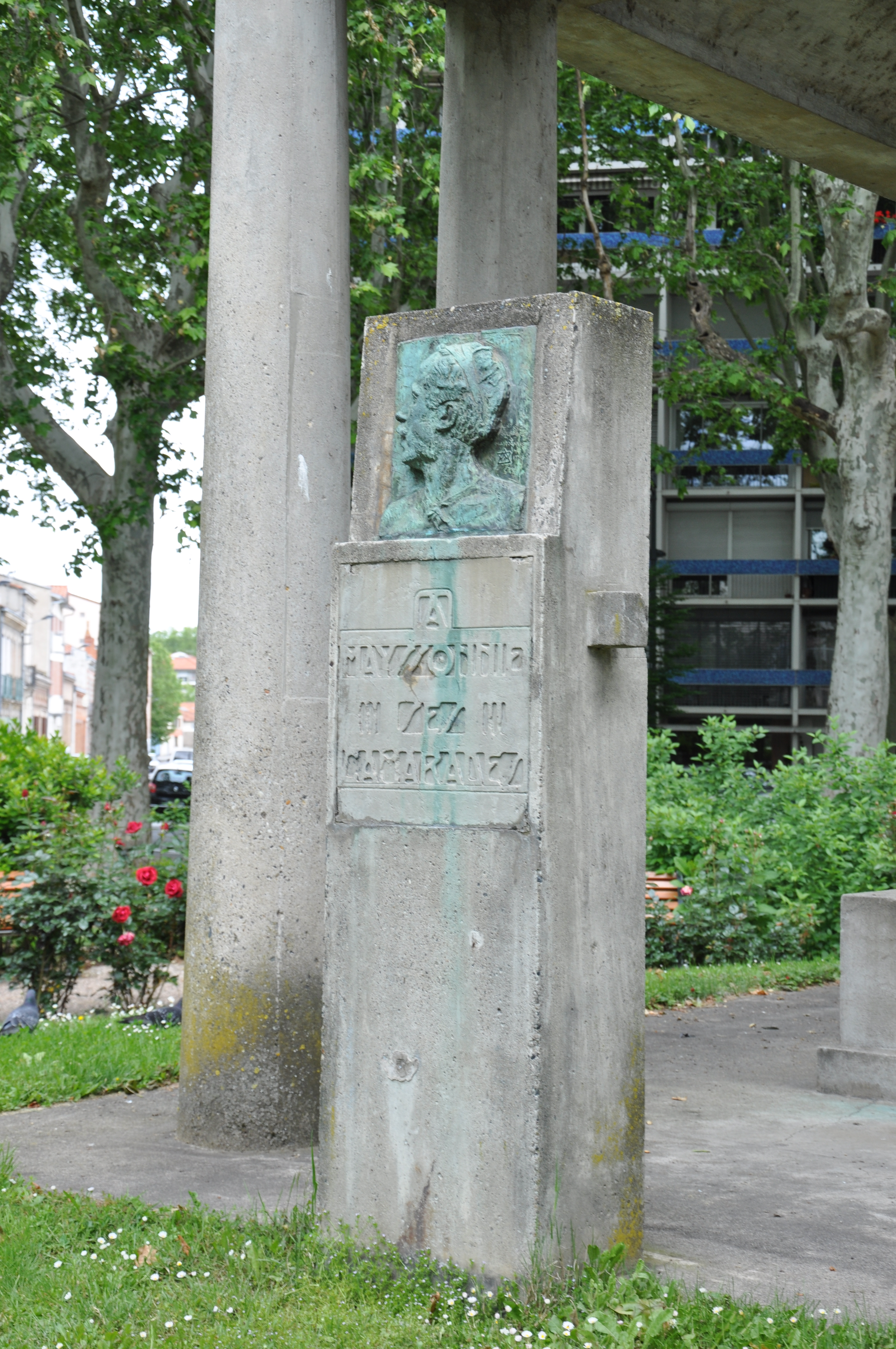
La stèle à Alfred Mayssonnié.
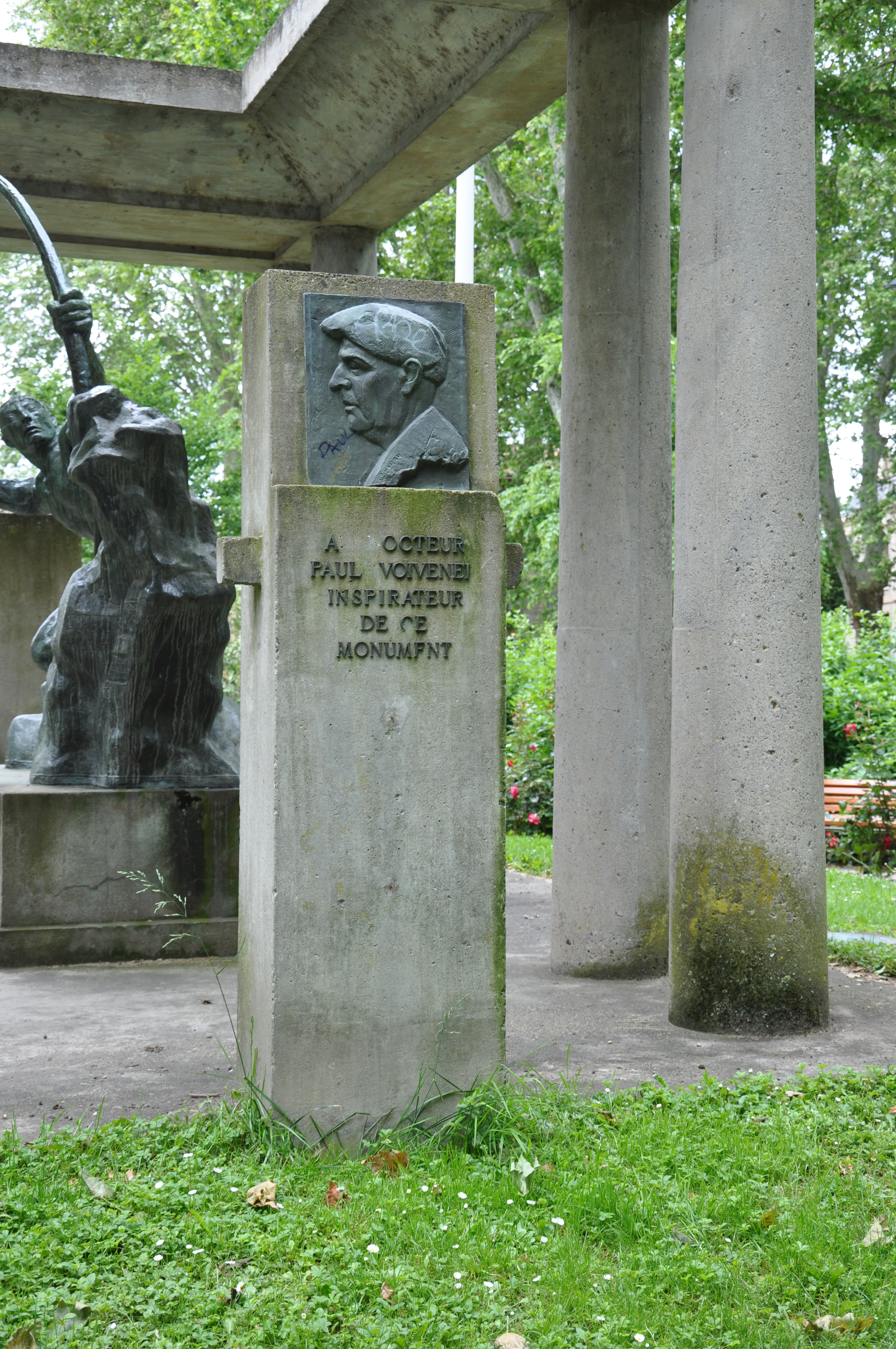
La stèle à Paul Voivenel, par Joseph Andrau (vers 1975).